# Димитър Велков
Димитър Янев Велков е български революционер, деец на Вътрешната македонска революционна организация.

## Биография
Димитър Велков е роден в струмишкото село Куклиш, тогава в Османската империя. Присъединява се към ВМРО и действа като четник при Панделия Стоянов в Струмишко.
Дъщеря му Вера се омъжва за дееца на МПО Димитър Попов.